# Poroleprieuria rogersii
Poroleprieuria rogersii är en svampart som beskrevs av M.C. González, Hanlin, Ulloa & Elv. Aguirre 2004. Poroleprieuria rogersii ingår i släktet Poroleprieuria och familjen kolkärnsvampar.   Inga underarter finns listade i Catalogue of Life.